# Osvatnet (Eid)
Osvatnet ist ein Bergsee in der Gemeinde Stad in der norwegischen Provinz Vestland.
Der See liegt auf einer Höhe von 422 Metern südlich oberhalb des Eidsfjords, südwestlich von Nordfjordeid. Er erstreckt sich in West-Ost-Richtung über etwa 400 Meter bei einer Breite von bis zu ungefähr 140 Metern. An seinem nordwestlichen Ufer befinden sich die Berghütten Ossætra. Der See wird von zwei Bächen gespeist, die von Osten und Westen in den See münden. Die Entwässerung erfolgt nach Norden über den Kvernhuselva in den Eidsfjord.